# Борислав Пунчев
Борислав Иванов Пунчев е български кинооператор, сценарист и режисьор.
Роден е в град Мездра на 31 октомври 1928 г.
Завършва през 1956 г. Висшето филмово училище в Лодз със специалност операторско майсторство. С полякинята Кристина Мария Халина Елжбиета имат дъщеря, актрисата Боряна Пунчева.
Умира на 28 август 1998 г.

## Филмография
Като режисьор:
- Веществено доказателство (1991)
- Ешелоните на смъртта (1986)
- Спасението (1984)
- Кръвта остава (1979)
- Роялът (1979)
- Година от понеделници(1977)

Като сценарист:
- Веществено доказателство (1991)
- Релси в небето (1962)

Като оператор:
- Завръщане (1989)
- Ешелоните на смъртта (1986)
- Спасението (1984)
- Година от понеделници (1977)
- Най-добрият човек, когото познавам (1973)
- Герловска история (1971)
- Демонът на империята (1971)
- Белият кон (1969)
- Прокурорът (1968)
- Най-дългата нощ (1967)
- Цар и генерал (1966)
- Релси в небето (1962)